# Malta beim Eurovision Song Contest
Teilnehmende Rundfunkanstalt

Erste Teilnahme
1971
Anzahl der Teilnahmen
37 (Stand 2025)
Höchste Platzierung
2 (2002, 2005)
Höchste Punktzahl
255 (2021)
Niedrigste Punktzahl
1 (2006)
Punkteschnitt (seit erstem Beitrag)
71,91 (Stand 2019)
Punkteschnitt pro abstimmendem Land im 12-Punkte-System
2,10 (Stand 2019)
Dieser Artikel befasst sich mit der Geschichte Maltas als Teilnehmer am Eurovision Song Contest.

## Regelmäßigkeit der Teilnahme und Erfolge im Wettbewerb

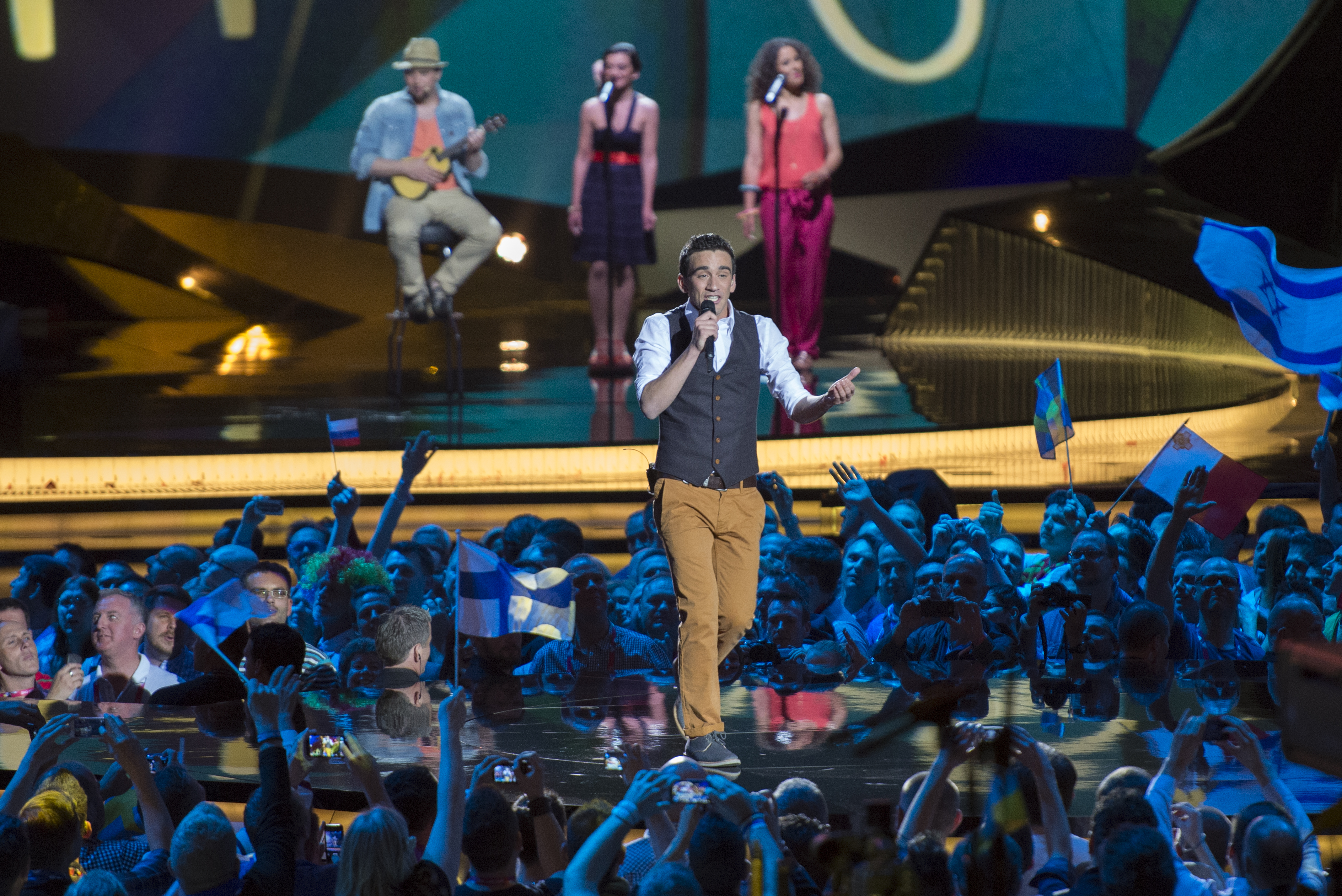
Gianluca Bezzina im Jahre 2013 war bis Destiny Chukunyere 2021 der letzte maltesische Interpret, der sich unter den besten Zehn platzierten konnte

Malta nahm erstmals 1971 am Eurovision Song Contest teil. Allerdings war das Debüt wenig erfolgreich, denn das Land landete auf dem letzten Platz. Auch im Folgejahr 1972 gelang Malta es nicht genügend Punkte zu erhalten und landete erneut auf dem letzten Platz. Nach diesen Misserfolgen zog sich das Land bereits 1973 wieder vom Wettbewerb zurück. 1974 wurde dann geplant, dass Malta zum Wettbewerb zurückkehrt. Es gab sogar schon eine Vorentscheidung mit dem Sieger Enzo Gusman. Allerdings zog sich das Land kurz vom Wettbewerb aus finanziellen Gründen zurück, so dass es erst 1975 zur Rückkehr kam. Dort erreichte Renato dann mit seinem Lied Singing This Song Platz 12 von 19. 1976 hingegen zog sich Malta erneut vom Wettbewerb zurück. Es wiederholte sich dabei der Fall vom 1974. Der Sänger Enzo Gusman gewann die Vorentscheidung, konnte Malta aber nie vertreten, da sich das Land erneut kurz vor dem Wettbewerb aus finanziellen Gründen zurückzog. Nach dieser kurzen und wenig erfolgreichen Zeit verzichtete Malta von 1977 bis 1990 aus unbekannten Gründen auf eine Teilnahme. Erst 1991 kehrte das Land zum Song Contest zurück und war von nun an deutlich erfolgreicher.
So war die Rückkehr 1991 auch ein voller Erfolg. Das Duo Georgina & Paul Giordimaina holte mit ihrem Titel Could It Be Platz 6 von 22 und mit 106 Punkten das bisher beste Ergebnis Maltas beim Wettbewerb. 1992 konnte diese Platzierung aber noch überboten werden, als Mary Spiteri Platz 3 von 23 holte und mit 123 Punkten eine noch bessere Platzierung erzielte. Auch 1993 und 1994 konnte sich Malta unter den besten Zehn platzieren und holte Platz 8 und Platz 5. 1995 und 1996 platzierte sich das Land ebenfalls unter den besten Zehn, erreichte diese mit Platz 10 aber nur knapp. 1997 wurde mit Platz 9 dann die bereits siebte Platzierung unter den besten Zehn in Folge geholt. 1998 hingegen erreichte die Sängerin Chiara mit ihrem Lied The One That I Love Platz 3 mit 165 Punkten, was die beste Platzierung Maltas bis zu diesem Zeitpunkt darstellte, da der Beitrag mehr Punkte erhielt, als der dritte Platz von 1992. Damit war es der bereits zweite dritte Platz Maltas im Wettbewerb. 1999 endete aber diese erfolgreiche Zeit, denn die Girlgroup Times Three belegte lediglich Platz 15 von 23. Es war die schlechteste Platzierung seit 1972 für Malta. Ab dem Jahre 2000 war das Land aber wieder so erfolgreich wie zuvor.
So erreichte die Sängerin Claudette Pace im Jahre 2000 Platz 8 von 24. Auch 2001 konnte mit Platz 9 eine weitere Platzierung unter den besten Zehn erreicht werden. 2002 folgte dann der nächste Erfolg. Die Sängerin Ira Losco belegte mit ihrem Lied 7th Wonder Platz 2 mit 164 Punkten. Ihr fehlten dabei lediglich zwölf Punkte zum Sieg. Umso überraschender war das Ergebnis 2003, als der maltesische Beitrag Vorletzter mit vier Punkten wurde. 2004 musste Malta dann am neu eingeführten Halbfinale teilnehmen. Dort belegte das Duo Julie & Ludwig Platz 8, womit sie sich für das Finale qualifizieren konnten. Im Finale erreichte ihr Lied On Again … Off Again dann Platz 12. 2005 hingegen war das Land wieder sehr erfolgreich. So trat die Sängerin Chiara, die bereits 1998 Platz 3 holte, erneut für Malta an. Im Finale erreichte ihr Lied Angel am Ende Platz 2 mit 192 Punkten. Bis heute ist dies die beste Platzierung Maltas beim Wettbewerb. Ebenso stellen die 192 Punkte Maltas heutige Höchstpunktzahl dar. Ab 2006 endete dann aber die erfolgreiche Zeit Maltas beim Song Contest.
So war Malta, wie bereits im Vorjahr, bereits für das Finale vorqualifiziert durch die gute Vorjahresplatzierung. Dort erfolgte dann aber Maltas bis heute schlechteste Platzierung im Wettbewerb. Schließlich landete der Sänger Fabrizio Faniello mit seinem Lied I Do auf dem letzten Platz und erhielt nur einen Punkt, was auch Maltas niedrigste Punktzahl bis heute darstellt. 2007 musste das Land dann am Halbfinale teilnehmen, belegte dort aber nur Platz 25 von 28, womit Malta zum ersten Mal im Halbfinale ausschied. Es war damit das erste Mal seit 1990, dass kein maltesischer Beitrag im Finale vertreten war. Auch im Folgejahr konnte das Land nicht das Finale erreichen und schied im Halbfinale aus. 2009 hingegen trat die Sängerin Chiara, die bereits 1998 Platz 3 und 2005 Platz 2 erreichte, zum bereits dritten Mal für Malta an. Sie erreichte zwar das Finale, belegte dort aber nur Platz 22 von 25. 2010 und 2011 schied Malta dann wieder im Halbfinale aus. Allerdings fehlte 2011 nur ein Punkt zur Finalqualifikation. Erst ab 2012 lief es für Malta wieder besser im Wettbewerb.
2012 konnte der Sänger Kurt Calleja das Land zum ersten Mal seit 2009 wieder ins Finale bringen. Dort belegte sein Lied This Is the Night aber nur Platz 21. 2013 hingegen belegte der maltesische Beitrag Tomorrow von Gianluca Bezzina Platz 4 im Halbfinale, womit das Land erstmals seit 2006 wieder zwei Mal in Folge am Finale teilnahm. Im Finale folgte dann der große Erfolg, denn der Beitrag belegte am Ende Platz 8. Es war die beste Platzierung Maltas seit 2005 und auch die erste Platzierung auf der linken Tabellenseite seitdem. Die Band Firelight konnte 2014 allerdings nicht an diesen Erfolg anknüpfen. Sie erreichten zwar das Finale, belegten dort aber nur Platz 23. 2015 hingegen schied der maltesische Beitrag dann erstmals seit 2011 wieder knapp im Halbfinale aus. 2016 trat dann die Sängerin Ira Losco, die 2002 Platz 2 belegte, erneut für ihr Land an. Während sie im Halbfinale Platz 3 belegte, erreichte sie im Finale am Ende lediglich Platz 12. 2017 schied Malta dann wieder im Halbfinale aus, denn das Lied Breathlessly belegte lediglich den drittletzten Platz im Halbfinale. Bemerkenswert ist dabei, dass die 55 Punkte allesamt von den Jurys stammen. Vom Televoting erhielt die Sängerin Claudia Faniello keine Punkte. Nach diesem Misserfolg konnte das Land auch 2018 nicht das Finale erreichen. Erst 2019 konnte die Sängerin Michela mit ihrem Lied Chameleon Malta zurück ins Finale bringen. Dort belegte der Beitrag am Ende Platz 14. 2021 gelang der Sängerin Destiny erneut der Sprung ins Finale und dort ein siebter Platz. Dabei erzielte sie mit 255 Punkten eine neue Rekordpunktzahl für Malta. Nach dem erfolgreichen Jahr scheiterte man allerdings wieder 2022 an einer Finalqualifikation. Auch 2023 verpasste man erneut den Finaleinzug. Zudem wurde man sogar Letzter im Halbfinale mit gerade einmal drei Punkten, was das schlechteste maltesische Ergebnis darstellt. 2024 belegte Sarah Bonnici erneut den letzten Platz im Halbfinale, allerdings mit einer höheren Punktzahl als The Busker im Vorjahr. 2025 hingegen konnte Malta sich nach drei Jahren wieder für das Finale qualifizieren. Dort belegte man mit Platz 17 eine Platzierung im unteren Mittelfeld.
Bis 2025 landeten 16 der 37 Beiträge in der linken Tabellenhälfte. Malta belegte dreimal den letzten Platz und schied zehnmal im Halbfinale aus. Allerdings konnte der Inselstaat zwei Mal fast als Zweitplatzierter den Wettbewerb gewinnen. Zudem erreichte man zwei dritte Plätze sowie einige weitere Platzierungen innerhalb der besten Zehn, womit Malta zu den durchschnittlich erfolgreichen Ländern im Wettbewerb zählt.

## Liste der Beiträge
Farblegende:
– 1. Platz. 
– 2. Platz. 
– 3. Platz. 
– Punktgleichheit mit dem letzten Platz.
– ausgeschieden im Halbfinale/in der Qualifikation/im osteuropäischen Vorentscheid.
– keine Teilnahme/nicht qualifiziert.
– Absage des Eurovision Song Contests.
| Jahr          | Interpret                   | Lied Musik (M) und Text (T) | Sprache                  | Übersetzung                  | Finale                                              | Finale                                              | Halbfinale/ Qualifikation                           | Halbfinale/ Qualifikation                           | Nationaler Vorentscheid                                               |
| Jahr          | Interpret                   | Lied Musik (M) und Text (T) | Sprache                  | Übersetzung                  | Platz                                               | Punkte                                              | Platz                                               | Punkte                                              | Nationaler Vorentscheid                                               |
| ------------- | --------------------------- | --- | ------------------------ | ---------------------------- | --------------------------------------------------- | --------------------------------------------------- | --------------------------------------------------- | --------------------------------------------------- | --------------------------------------------------------------------- |
| 1971          | Joe Grech                   | Marija l-Maltija M: Joe Grech; T: Charles Mifsud | Maltesisch               | Die maltesische Marija       | 18 / 18                                             | 52                                                  | Kein Halbfinale stattgefunden                       | Kein Halbfinale stattgefunden                       | Malta Song for Europe 1971                                            |
| 1972          | Helen & Joseph              | L’imħabba M: Charles Camilleri; T: Albert Cassola | Maltesisch               | Die Liebe                    | 18 / 18                                             | 48                                                  | Kein Halbfinale stattgefunden                       | Kein Halbfinale stattgefunden                       | Malta Song for Europe 1972                                            |
| 1973          | Auf Teilnahme verzichtet    | Auf Teilnahme verzichtet | Auf Teilnahme verzichtet | Auf Teilnahme verzichtet     | Auf Teilnahme verzichtet                            | Auf Teilnahme verzichtet                            | Auf Teilnahme verzichtet                            | Auf Teilnahme verzichtet                            | Auf Teilnahme verzichtet                                              |
| 1974          | Enzo Gusman                 | Paċi fid-Dinja M/T: Enzo Gusman | Maltesisch               | Friede der Welt              | Teilnahme zurückgezogen finanzielle Schwierigkeiten | Teilnahme zurückgezogen finanzielle Schwierigkeiten | Teilnahme zurückgezogen finanzielle Schwierigkeiten | Teilnahme zurückgezogen finanzielle Schwierigkeiten | Malta Song for Europe 1974                                            |
| 1975          | Renato                      | Singing This Song M: Sammy Galea; T: M. Iris Mifsud | Englisch                 | Dieses Lied zu singen        | 12 / 19                                             | 32                                                  | Kein Halbfinale stattgefunden                       | Kein Halbfinale stattgefunden                       | Malta Song for Europe 1975                                            |
| 1976          | Enzo Gusman                 | Sing Your Song Country Boy M/T: Enzo Gusman | Englisch                 | Sing Dein Lied, Country-Boy  | Teilnahme zurückgezogen finanzielle Schwierigkeiten | Teilnahme zurückgezogen finanzielle Schwierigkeiten | Teilnahme zurückgezogen finanzielle Schwierigkeiten | Teilnahme zurückgezogen finanzielle Schwierigkeiten | Malta Song for Europe 1976                                            |
| 1977 bis 1990 | Auf Teilnahme verzichtet    | Auf Teilnahme verzichtet | Auf Teilnahme verzichtet | Auf Teilnahme verzichtet     | Auf Teilnahme verzichtet                            | Auf Teilnahme verzichtet                            | Auf Teilnahme verzichtet                            | Auf Teilnahme verzichtet                            | Auf Teilnahme verzichtet                                              |
| 1991          | Georgina & Paul Giordimaina | Could It Be M: Paul Abela; T: Raymond Mahoney | Englisch                 | Könnte es sein               | 6 / 22                                              | 106                                                 | Kein Halbfinale stattgefunden                       | Kein Halbfinale stattgefunden                       | Malta Song for Europe 1991                                            |
| 1992          | Mary Spiteri                | Little Child M: Georgina Abela; T: Raymond Mahoney | Englisch                 | Kleines Kind                 | 3 / 23                                              | 123                                                 | Kein Halbfinale stattgefunden                       | Kein Halbfinale stattgefunden                       | Malta Song for Europe 1992                                            |
| 1993          | William Mangion             | This Time M/T: William Mangion | Englisch                 | Dieses Mal                   | 8 / 25                                              | 69                                                  | Kein Halbfinale stattgefunden                       | Kein Halbfinale stattgefunden                       | Malta Song for Europe 1993                                            |
| 1994          | Chris & Moira               | More Than Love M: Christopher Scicluna; T: Moira Stafrace | Englisch                 | Mehr als Liebe               | 5 / 25                                              | 97                                                  | Direkt für das Finale qualifiziert                  | Direkt für das Finale qualifiziert                  | Malta Song for Europe 1994                                            |
| 1995          | Mike Spiteri                | Keep Me in Mind M: Ray Agius; T: Alfred C. Sant | Englisch                 | Behalt mich im Gedächtnis    | 10 / 23                                             | 76                                                  | Direkt für das Finale qualifiziert                  | Direkt für das Finale qualifiziert                  | Malta Song for Europe 1995                                            |
| 1996          | Miriam Christine            | In a Woman’s Heart M: Paul Abela; T: Alfred C. Sant | Englisch                 | Im Herzen einer Frau         | 10 / 23                                             | 68                                                  | 4 / 29                                              | 138                                                 | Malta Song for Europe 1996                                            |
| 1997          | Debbie Scerri               | Let Me Fly M/T: Ray Agius | Englisch                 | Lass mich fliegen            | 9 / 25                                              | 66                                                  | Direkt für das Finale qualifiziert                  | Direkt für das Finale qualifiziert                  | Malta Song for Europe 1997                                            |
| 1998          | Chiara                      | The One That I Love M: Jason Cassar; T: Sunny Aquilina | Englisch                 | Der, den ich liebe           | 3 / 25                                              | 165                                                 | Direkt für das Finale qualifiziert                  | Direkt für das Finale qualifiziert                  | Malta Song for Europe 1998                                            |
| 1999          | Times Three                 | Believe ’n Peace M: Christopher Scicluna; T: Moira Stafrace | Englisch                 | Glaube an den Frieden        | 15 / 23                                             | 32                                                  | Direkt für das Finale qualifiziert                  | Direkt für das Finale qualifiziert                  | Malta Song for Europe 1999                                            |
| 2000          | Claudette Pace              | Desire M: Philip Vella; T: Gerard James Borg | Englisch, Maltesisch     | Wunsch                       | 8 / 24                                              | 73                                                  | Direkt für das Finale qualifiziert                  | Direkt für das Finale qualifiziert                  | Malta Song for Europe 2000                                            |
| 2001          | Fabrizio Faniello           | Another Summer Night M: Paul Abela; T: Georgina Abela | Englisch                 | Noch eine Sommernacht        | 9 / 23                                              | 48                                                  | Direkt für das Finale qualifiziert                  | Direkt für das Finale qualifiziert                  | Malta Song for Europe 2001                                            |
| 2002          | Ira Losco                   | 7th Wonder M: Philip Vella; T: Gerard James Borg | Englisch                 | 7. Wunder                    | 2 / 24                                              | 164                                                 | Direkt für das Finale qualifiziert                  | Direkt für das Finale qualifiziert                  | Malta Song for Europe 2002                                            |
| 2003          | Lynn Chircop                | To Dream Again M: Alfred Zammit; T: Cynthia Sammut | Englisch                 | Wieder zu träumen            | 25 / 26                                             | 4                                                   | Direkt für das Finale qualifiziert                  | Direkt für das Finale qualifiziert                  | Malta Song for Europe 2003                                            |
| 2004          | Julie & Ludwig              | On Again … Off Again M: Philip Vella; T: Gerard James Borg | Englisch                 | Wieder an … wieder aus       | 12 / 24                                             | 50                                                  | 8 / 22                                              | 74                                                  | Malta Song for Europe 2004                                            |
| 2005          | Chiara                      | Angel M/T: Chiara Siracusa | Englisch                 | Engel                        | 2 / 24                                              | 192                                                 | Direkt für das Finale qualifiziert                  | Direkt für das Finale qualifiziert                  | Malta Song for Europe 2005                                            |
| 2006          | Fabrizio Faniello           | I Do M/T: Aldo Spiteri, Fabrizio Faniello | Englisch                 | Ich will                     | 24 / 24                                             | 1                                                   | Direkt für das Finale qualifiziert                  | Direkt für das Finale qualifiziert                  | Malta Song for Europe 2006                                            |
| 2007          | Olivia Lewis                | Vertigo M: Philip Vella; T: Gerard James Borg | Englisch                 | Schwindel                    | Ausgeschieden                                       | Ausgeschieden                                       | 25 / 28                                             | 15                                                  | Malta Song for Europe 2007                                            |
| 2008          | Morena                      | Vodka M: Philip Vella; T: Gerard James Borg | Englisch                 | Wodka                        | Ausgeschieden                                       | Ausgeschieden                                       | 14 / 19                                             | 38                                                  | Malta Song for Europe 2008                                            |
| 2009          | Chiara                      | What If We M: Marc Paelinck; T: Gregory Bilsen | Englisch                 | Was, wenn wir                | 22 / 25                                             | 31                                                  | 6 / 18                                              | 86                                                  | GO Malta EuroSong 2009 Euro Showbox                                   |
| 2010          | Thea Garrett                | My Dream M: Jason Cassar; T: Sunny Aquilina | Englisch                 | Mein Traum                   | Ausgeschieden                                       | Ausgeschieden                                       | 12 / 17                                             | 45                                                  | The GO Malta Eurosong 2010                                            |
| 2011          | Glen Vella                  | One Life M: Paul Giordimaina; T: Fleur Balzan | Englisch                 | Ein Leben                    | Ausgeschieden                                       | Ausgeschieden                                       | 11 / 19                                             | 54                                                  | Malta Eurovision Song Contest 2011                                    |
| 2012          | Kurt Calleja                | This Is the Night M/T: Johan Jämtberg, Mikael Gunnerås, Kurt Calleja | Englisch                 | Dies ist die Nacht           | 21 / 26                                             | 41                                                  | 7 / 18                                              | 70                                                  | Malta Eurovision Song Contest 2012                                    |
| 2013          | Gianluca Bezzina            | Tomorrow M/T: Boris Cezek, Dean Muscat | Englisch                 | Morgen                       | 8 / 26                                              | 120                                                 | 4 / 17                                              | 118                                                 | Malta Eurovision Song Contest 2013                                    |
| 2014          | Firelight                   | Coming Home M/T: Richard Edwards Micallef | Englisch                 | Nach Hause kommen            | 23 / 26                                             | 32                                                  | 9 / 15                                              | 63                                                  | Malta Eurovision Song Contest 2014                                    |
| 2015          | Amber                       | Warrior M: Elton Zarb; T: Matt Muxu Mercieca | Englisch                 | Krieger                      | Ausgeschieden                                       | Ausgeschieden                                       | 11 / 17                                             | 43                                                  | Malta Eurovision Song Contest 2015                                    |
| 2016          | Ira Losco                   | Walk on Water M/T: Lisa Desmond, Tim Larsson, Tobias Lundgren, Molly Pettersson Hammar, Ira Losco | Englisch                 | Auf dem Wasser laufen        | 12 / 26                                             | 153                                                 | 3 / 18                                              | 209                                                 | Malta Eurovision Song Contest 2016                                    |
| 2017          | Claudia Faniello            | Breathlessly M: Philip Vella, Sean Vella; T: Gerard James Borg | Englisch                 | Atemlos                      | Ausgeschieden                                       | Ausgeschieden                                       | 16 / 18                                             | 55                                                  | Malta Eurovision Song Contest 2017                                    |
| 2018          | Christabelle                | Taboo M: Thomas G:son, Johnny Sanchez; T: Muxu, Christabelle | Englisch                 | Tabu                         | Ausgeschieden                                       | Ausgeschieden                                       | 13 / 18                                             | 101                                                 | Malta Eurovision Song Contest 2018                                    |
| 2019          | Michela Pace                | Chameleon M/T: Joachim Perrson, Paula Winger, Borislav Milanov, Johan Alkenäs | Englisch                 | Chamäleon                    | 14 / 26                                             | 107                                                 | 8 / 18                                              | 157                                                 | X Factor Malta 2019 (Interpret) interne Auswahl (Lied)                |
| 2020          | Destiny                     | All of My Love M: Bernarda Brunovic, Borislaw Milanow, Sebastian Arman, Dag Lundberg, Joacim Persson, Cesar Sampson; T: Bernarda Brunovic, Borislaw Milanow, Sebastian Arman, Dag Lundberg, Joacim Persson | Englisch                 | All meine Liebe              | Absage wegen der COVID-19-Pandemie durch die EBU    | Absage wegen der COVID-19-Pandemie durch die EBU    | Absage wegen der COVID-19-Pandemie durch die EBU    | Absage wegen der COVID-19-Pandemie durch die EBU    | X Factor Malta 2020 (Interpret) interne Auswahl (Lied)                |
| 2021          | Destiny                     | Je me casse M/T: Malin Christin, Amanuel Dermont, Nicklas Eklund, Pete Barringer | Englisch, Französisch    | Ich hau ab                   | 7 / 26                                              | 255                                                 | 1 / 16                                              | 325                                                 | interne Auswahl                                                       |
| 2022          | Emma Muscat                 | I Am What I Am M/T: Dino Medanhodzic, Emma Muscat, Julie Aagaard, Stine Kinck | Englisch                 | Ich bin was ich bin          | Ausgeschieden                                       | Ausgeschieden                                       | 16 / 18                                             | 47                                                  | Malta Eurovision Song Contest 2022 (Interpret) interne Auswahl (Lied) |
| 2023          | The Busker                  | Dance (Our Own Party) M: David Meilak, Jean Paul Borg, Matthew James Borg, Michael Joe Cini, Sean Meachen; T: David Meilak                                                                                 | Englisch                 | Tanzen (Unsere eigene Party) | Ausgeschieden                                       | Ausgeschieden                                       | 15 / 15                                             | 3                                                   | Malta Eurovision Song Contest 2023                                    |
| 2024          | Sarah Bonnici               | Loop M/T: John Emil Johansson, Kevin Lee, Joy Deb, Leire Gotxi Angel, Linnea Deb, Matthew James Borg, Michael Joe Cini, Sarah Bonnici, Sebastian Pritchard-James                                           | Englisch                 | Dauerschleife                | Ausgeschieden                                       | Ausgeschieden                                       | 16 / 16                                             | 13                                                  | Malta Eurovision Song Contest 2024                                    |
| 2025          | Miriana Conte               | Serving M/T: Benjamin Schmid, Sarah Evelyn Fullerton, Matthew „Muxu“ Mercieca, Miriana Conte | Englisch                 | Bedienen                     | 17 / 26                                             | 91                                                  | 9 / 16                                              | 53                                                  | Malta Eurovision Song Contest 2025                                    |

## Nationale Vorentscheide
Bis 2018 wurden fast alle maltesischen Beiträge zum Eurovision Song Contest im Rahmen einer im Fernsehen ausgestrahlten Vorausscheidung gewählt, die meist unter dem Titel Malta Song for Europe stattfand, in Anlehnung an den britischen Vorentscheid, der viele Jahre den Titel (A) Song for Europe trug. Die Vorentscheidungen wurden teils mit, teils ohne Halbfinalrunden ausgetragen. Lediglich 2016 wurde Ira Loscos Siegerlied Chameleon (Invincible) durch das intern ausgewählte Lied Walk on Water ersetzt. Seit 2019 wird der Interpret durch die Castingshow X Factor Malta gewählt, während das Lied intern ausgewählt wurde.

### Vorentscheide ohne Vorrunden
Bei den ersten beiden Vorentscheiden 1971 und 1972 stellten an einem Abend je sechs Künstler einen Titel vor. Vorentscheide ohne Vorrunden wurden auch in den Jahren 1995 (18 Teilnehmer), 1997 (16 Teilnehmer) sowie 1999 bis 2002 und 2004 mit der konstanten Teilnehmerzahl von 16 durchgeführt. 2005 und 2006 nahmen wieder mehr Sänger teil, nämlich 22 bzw. 18. 2017 fand erstmals seit 2006 kein Semifinale statt und die Jurys, die bisher 83 Prozent des Resultats entscheiden konnten, wurden durch ein reines Televoting ersetzt. Auch 2018 gab es kein Halbfinale mehr, sondern nur eine Sendung an einem Abend. Allerdings wurde das Ergebnis zu 50 Prozent vom Televoting und zu 50 Prozent von einer internationalen Jury entschieden.

### Vorentscheide mit Vorrunden
1975 sowie 1991 bis 1994 wurde vor dem Finale jeweils ein Halbfinale abgehalten, in dem die – zwischen 10 und 20 schwankende – Teilnehmerzahl halbiert wurde. 1998 wurden in der Vorrunde von den 22 Kandidaten nur zwei herausgewählt, diese entstammten einer aus sechs Teilnehmern bestehenden Gruppe von „Newcomern“. 2003 traten 24 Sänger im Halbfinale an und 16 durften in die Endrunde, 2007 nahmen sechs der 16 am Finale teil. Bis auf 2009, als es acht Semifinals gab, werden seit 2008 16 Finalisten gewählt, die das Halbfinale mit 24 Teilnehmern am Freitag vor dem Finale bestanden haben. Der Malta Eurovision Song Contest 2015 fand einmalig bereits im November 2014 statt, um die Bühne des Junior Eurovision Song Contest 2014, der am 15. November 2014 in Marsa stattfand, nochmals zu nutzen.

## Sprachen
Malta hat zwei Landessprachen – Maltesisch und Englisch – wobei letztere nur von wenigen im Alltag gesprochen wird. Der erste Beitrag zum Eurovision Song Contest 1971 wurde komplett auf Maltesisch vorgetragen, im Folgejahr wurde die Sprache durch einige Worte in anderen Sprachen ergänzt. Ab 1975 wurden alle Lieder auf Englisch gesungen (2000 enthielt Desire jedoch einige Worte auf Maltesisch), dennoch wurden bei einigen Vorentscheiden alle Beiträge neben Englisch – außer Konkurrenz – auch auf Maltesisch gesungen. Von den Beiträgen 1991, 1993 und 1998 wurden auch maltesische Fassungen veröffentlicht.

## Abstimmungsverhalten
Malta gab auffallend häufig Ländern, die am Ende schlecht abschnitten, eine sehr hohe Wertung: 1992 war Malta das einzige Land, das Luxemburg überhaupt Punkte gab, dafür aber gleich die zweithöchste Wertung von zehn. Im gleichen Jahr erhielt die Türkei acht ihrer 17 Punkte aus Malta. 1993 war der Inselstaat Luxemburg gegenüber erneut sehr großzügig und vergab zehn Punkte von insgesamt elf, umso überraschender, da das Voting von Malta aus technischen Gründen aufs Ende verschoben wurde. 1994 war die maltesische Abstimmung besonders kurios; als zwölftes abstimmendes Land wurden die drei höchsten Wertungen an Länder vergeben, die bis dahin noch gar keine Punkte hatten: 8 an die Schweiz (von 15), 10 an Kroatien (von 26) und 12 an die Slowakei (von 15). Aber auch Rumänien erhielt seine ersten Punkte, 6 von 14. 1996 war man erneut das Land, das der Slowakei die meisten Punkte gab, diesmal acht von 19. 1997 und 2001 wurden überdurchschnittlich viele Punkte an Kroatien gegeben: acht von 24 bzw. zehn von 42. Von 2005 bis 2008 gingen die Höchstwertungen immer an Länder, die im hinteren Drittel landeten: 2005 an Zypern (zwölf von 46 Punkten), 2006 an die Schweiz (zwölf von 30 Punkten) sowie 2007 an Großbritannien (zwölf von 19 Punkten) und 2008 Schweden (12 von 47). Auch zu erwähnen ist, dass sowohl Brazil von Bebi Dol 1991 (Jugoslawien) und Verliebt in dich von Stone & Stone 1995 (Deutschland) jeweils nur einen Punkt bekamen – beide aus Malta.

## Kommentatoren und Punktesprecher
| Jahr          | Kommentator                   | Punktesprecher           |
| ------------- | ----------------------------- | ------------------------ |
| 1964          | Victor Aquilina               | Keine Teilnahme          |
| 1965          | Victor Aquilina               | Keine Teilnahme          |
| 1966 1967     | Keine Übertragung             | Keine Teilnahme          |
| 1968          | –                             | Keine Teilnahme          |
| 1969          | Victor Aquilina               | Keine Teilnahme          |
| 1970          | Victor Aquilina               | Keine Teilnahme          |
| 1971          | Victor Aquilina               | Kein Punktesprecher      |
| 1972          | Norman Hamilton               | Kein Punktesprecher      |
| 1973          | Victor Aquilina               | Auf Teilnahme verzichtet |
| 1974          | Victor Aquilina               | Auf Teilnahme verzichtet |
| 1975          | Norman Hamilton               | –                        |
| 1976 bis 1990 | Keine Übertragung             | Auf Teilnahme verzichtet |
| 1991          | –                             | Dominic Micallef         |
| 1992          | Anna Bonanno                  | Anna Bonanno             |
| 1993          | –                             | Kevin Drake              |
| 1994          | –                             | John Demanuele           |
| 1995          | –                             | Stephanie Farrugia       |
| 1996          | Charles Saliba                | Ruth Amaira              |
| 1997          | –                             | Anna Bonanno             |
| 1998          | –                             | Stephanie Spiteri        |
| 1999          | –                             | Nirvana Azzopardi        |
| 2000          | –                             | Valerie Vella            |
| 2001          | –                             | Marbeck Spiteri          |
| 2002          | John Bundy                    | Yvette Portelli          |
| 2003          | John Bundy                    | Sharon Borg              |
| 2004          | Eileen Montesin               | Claire Agius             |
| 2005          | Eileen Montesin               | Valerie Vella            |
| 2006          | Eileen Montesin               | Moira Delia              |
| 2007          | Antonia Micallef              | Mireille Bonello         |
| 2008          | Eileen Montesin               | Moira Delia              |
| 2009          | Valerie Vella                 | Pauline Agius            |
| 2010          | Valerie Vella                 | Chiara Siracusa          |
| 2011          | Eileen Montesin               | Kelly Schembri           |
| 2012          | Elaine Saliba & Ronald Briffa | Keith Demicoli           |
| 2013          | Gordon Bonello & Rodney Gauci | Emma Hickey              |
| 2014          | Carlo Borg Bonaci             | Valentina Rossi          |
| 2015          | Corazon Mizzi                 | Julie Zahra              |
| 2016          | Arthur Caruana                | Ben Camille              |
| 2017          | Kein Kommentator              | Martha Fenech            |
| 2018          | Kein Kommentator              | Lara Azzopardi           |
| 2019          | Kein Kommentator              | Ben Camille              |
| 2021          | Kein Kommentator              | Stephanie Spiteri        |
| 2022          | Kein Kommentator              | Aidan Cassar             |
| 2023          | Kein Kommentator              | Ryan Hili                |
| 2024          | Kein Kommentator              | Matt Blxck               |
| 2025          | Kein Kommentator              | Ingrid Sammut            |

## Punktevergabe
Folgende Länder erhielten die meisten Punkte von oder vergaben die meisten Punkte an Malta (Stand: 2025):
| Die meisten im Finale vergebenen Punkte | Die meisten im Finale vergebenen Punkte | Die meisten im Finale vergebenen Punkte |
| Platz                                   | Land                                    | Punkte                                  |
| --------------------------------------- | --------------------------------------- | --------------------------------------- |
| 1                                       | Italien                                 | 252                                     |
| 2                                       | Schweden                                | 189                                     |
| 3                                       | Vereinigtes Königreich                  | 168                                     |
| 4                                       | Griechenland                            | 109                                     |
| 5                                       | Zypern                                  | 105                                     |

| Die meisten im Finale erhaltenen Punkte | Die meisten im Finale erhaltenen Punkte | Die meisten im Finale erhaltenen Punkte |
| Platz                                   | Land                                    | Punkte                                  |
| --------------------------------------- | --------------------------------------- | --------------------------------------- |
| 1                                       | Vereinigtes Königreich                  | 117                                     |
| 2                                       | Irland                                  | 115                                     |
| 3                                       | Spanien                                 | 100                                     |
| 4                                       | Schweden                                | 089                                     |
| 5                                       | Kroatien                                | 085                                     |

| Die meisten insgesamt vergebenen Punkte | Die meisten insgesamt vergebenen Punkte | Die meisten insgesamt vergebenen Punkte |
| Platz                                   | Land                                    | Punkte                                  |
| --------------------------------------- | --------------------------------------- | --------------------------------------- |
| 1                                       | Schweden                                | 324                                     |
| 2                                       | Italien                                 | 252                                     |
| 3                                       | Israel                                  | 182                                     |
| 4                                       | Vereinigtes Königreich                  | 168                                     |
| 5                                       | Norwegen                                | 167                                     |

| Die meisten insgesamt erhaltenen Punkte | Die meisten insgesamt erhaltenen Punkte | Die meisten insgesamt erhaltenen Punkte |
| Platz                                   | Land                                    | Punkte                                  |
| --------------------------------------- | --------------------------------------- | --------------------------------------- |
| 1                                       | Vereinigtes Königreich                  | 171                                     |
| 2                                       | Irland                                  | 170                                     |
| 3                                       | Schweden                                | 144                                     |
| 4                                       | Kroatien                                | 135                                     |
| 5                                       | Deutschland                             | 130                                     |

### Vergaben der Höchstwertung
Seit 1975 vergab Malta die Höchstpunktzahl im Finale an 20 verschiedene Länder, davon neunmal an Italien. Im Halbfinale hingegen vergab Malta die Höchstpunktzahl an 20 verschiedene Länder, davon viermal an Schweden.
| Höchstwertung (Finale) | Höchstwertung (Finale)     | Höchstwertung (Finale)   |
| Jahr                   | Land                       | Platz (Finale)           |
| ---------------------- | -------------------------- | ------------------------ |
| 1975                   | Niederlande                | 1                        |
| 1976                   | Teilnahme zurückgezogen    | Teilnahme zurückgezogen  |
| 1977 bis 1990          | Auf Teilnahme verzichtet   | Auf Teilnahme verzichtet |
| 1991                   | Zypern                     | 9                        |
| 1992                   | Irland                     | 1                        |
| 1993                   | Irland                     | 1                        |
| 1994                   | Slowakei                   | 19                       |
| 1995                   | Kroatien                   | 6                        |
| 1996                   | Österreich                 | 10                       |
| 1997                   | Spanien                    | 6                        |
| 1998                   | Israel                     | 1                        |
| 1999                   | Schweden                   | 1                        |
| 2000                   | Russland                   | 2                        |
| 2001                   | Estland                    | 1                        |
| 2002                   | Zypern                     | 6                        |
| 2003                   | Island                     | 8                        |
| 2004                   | Griechenland               | 3                        |
| 2005                   | Zypern                     | 18                       |
| 2006                   | Schweiz                    | 16                       |
| 2007                   | Vereinigtes Königreich     | 22                       |
| 2008                   | Schweden                   | 18                       |
| 2009                   | Island                     | 2                        |
| 2010                   | Aserbaidschan              | 5                        |
| 2011                   | Aserbaidschan              | 1                        |
| 2012                   | Aserbaidschan              | 4                        |
| 2013                   | Aserbaidschan              | 2                        |
| 2014                   | Italien                    | 21                       |
| 2015                   | Italien                    | 3                        |
| 2016                   | Vereinigtes Königreich (J) | 24                       |
| 2016                   | Australien (T)             | 2                        |
| 2017                   | Italien (J & T)            | 6                        |
| 2018                   | Zypern (J)                 | 2                        |
| 2018                   | Italien (T)                | 5                        |
| 2019                   | Italien (J & T)            | 2                        |
| 2020                   | Wettbewerb abgesagt        | Wettbewerb abgesagt      |
| 2021                   | Albanien (J)               | 21                       |
| 2021                   | Italien (T)                | 1                        |
| 2022                   | Spanien (J)                | 3                        |
| 2022                   | Vereinigtes Königreich (T) | 2                        |
| 2023                   | Schweden (J)               | 1                        |
| 2023                   | Italien (T)                | 4                        |
| 2024                   | Schweiz (J)                | 1                        |
| 2024                   | Ukraine (T)                | 3                        |
| 2025                   | Armenien (J)               | 20                       |
| 2025                   | Estland (T)                | 3                        |

| Höchstwertung (Halbfinale) | Höchstwertung (Halbfinale) | Höchstwertung (Halbfinale) |
| Jahr                       | Land                       | Platz (Halbfinale)         |
| -------------------------- | -------------------------- | -------------------------- |
| 2004                       | Griechenland               | 3                          |
| 2005                       | Lettland                   | 10                         |
| 2006                       | Schweden                   | 4                          |
| 2007                       | Lettland                   | 5                          |
| 2008                       | Schweiz                    | 13                         |
| 2009                       | Island                     | 1                          |
| 2010                       | Belgien                    | 1                          |
| 2011                       | Kroatien                   | 15                         |
| 2012                       | Türkei                     | 5                          |
| 2013                       | Aserbaidschan              | 1                          |
| 2014                       | Rumänien                   | 2                          |
| 2015                       | Schweden                   | 1                          |
| 2016                       | Armenien (J)               | 2                          |
| 2016                       | Russland (T)               | 1                          |
| 2017                       | Bulgarien (J & T)          | 1                          |
| 2018                       | Norwegen (J)               | 1                          |
| 2018                       | San Marino (T)             | 17                         |
| 2019                       | Niederlande (J)            | 1                          |
| 2019                       | Schweiz (T)                | 4                          |
| 2020                       | Wettbewerb abgesagt        | Wettbewerb abgesagt        |
| 2021                       | Rumänien (J)               | 12                         |
| 2021                       | Zypern (T)                 | 6                          |
| 2022                       | Schweden (J)               | 1                          |
| 2022                       | Serbien (T)                | 3                          |
| 2023                       | Schweden                   | 2                          |
| 2024                       | Niederlande                | 2                          |
| 2025                       | Israel                     | 2                          |

## Verschiedenes
- Malta nimmt seit 1971 am Wettbewerb teil und konnte diesen seit dem noch nicht gewinnen. Mit 32 Teilnahmen (Stand 2019), wartet Malta zeitlich gemessen am längsten auf einen Sieg. Von den Teilnahmen gemessen wartet Zypern am längsten auf einen Sieg. Seit 1981 nimmt das Land teil, hat mit 36 Teilnahmen aber vier Teilnahmen mehr als Malta.
- Chiara hatte 2005 mit ihrem Beitrag Angel auch international einen kleinen kommerziellen Erfolg und erreichte unter anderem in Deutschland Platz 95 in den Charts,[5] dies hatte zuvor kein Vertreter des Inselstaates geschafft. Fabrizio Faniello war mit seinem Lied I Do ein Jahr später vor allem im asiatischen Raum erfolgreich.[6]
- Olivia Lewis hatte seit 1997 jedes Jahr an der maltesischen Vorentscheidung teilgenommen und kam 2004, 2005 und 2006 dreimal hintereinander auf den zweiten Platz, bevor sie 2007 ihr Land vertreten durfte.[7]

## Impressionen

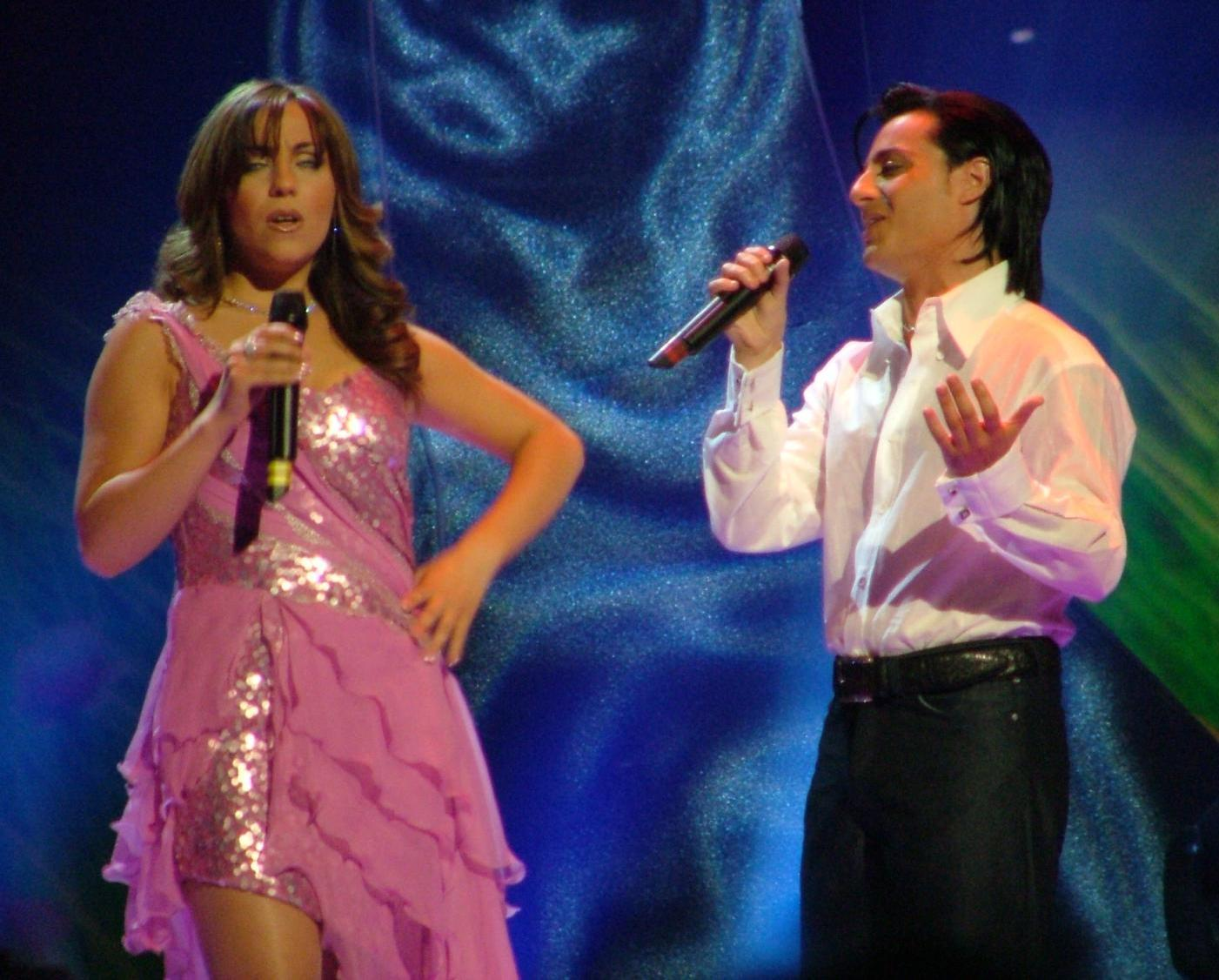
Julie & Ludwig 2004
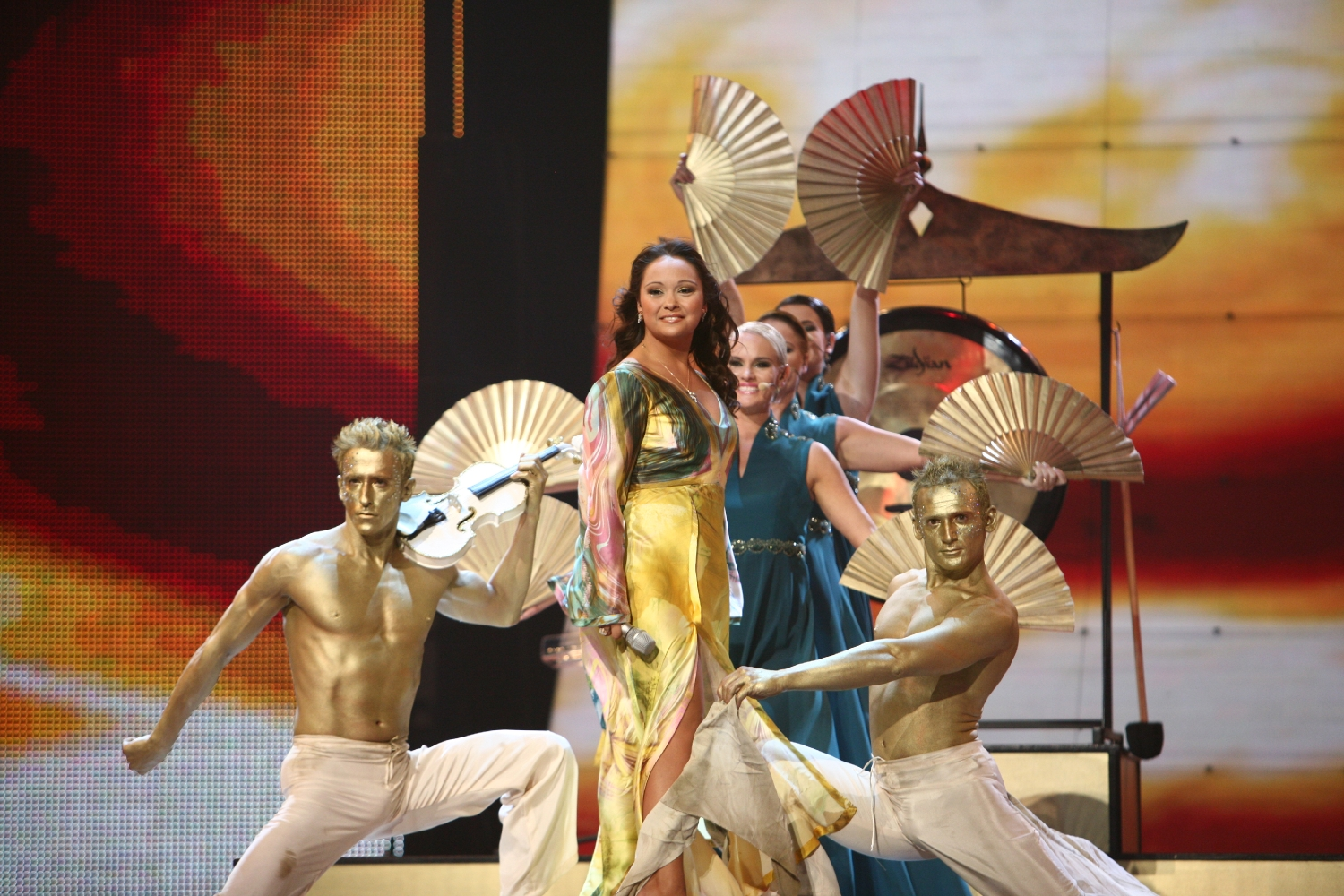
Olivia Lewis 2007
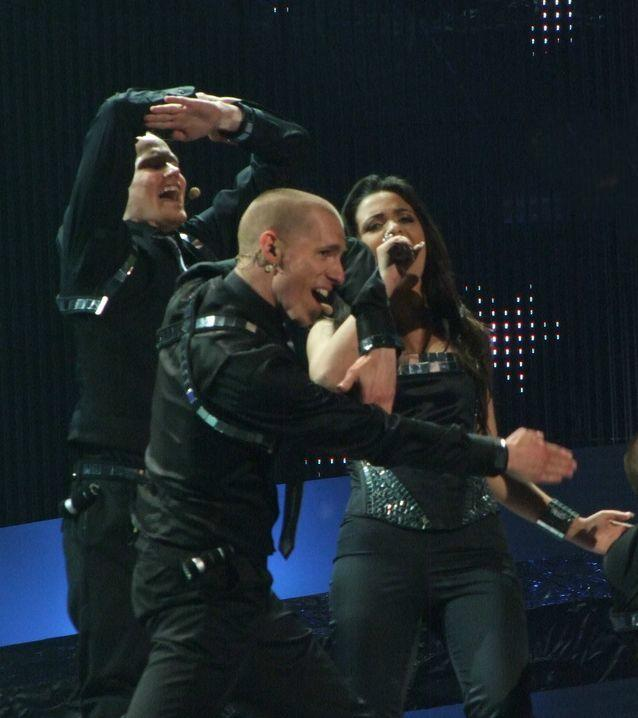
Morena 2008
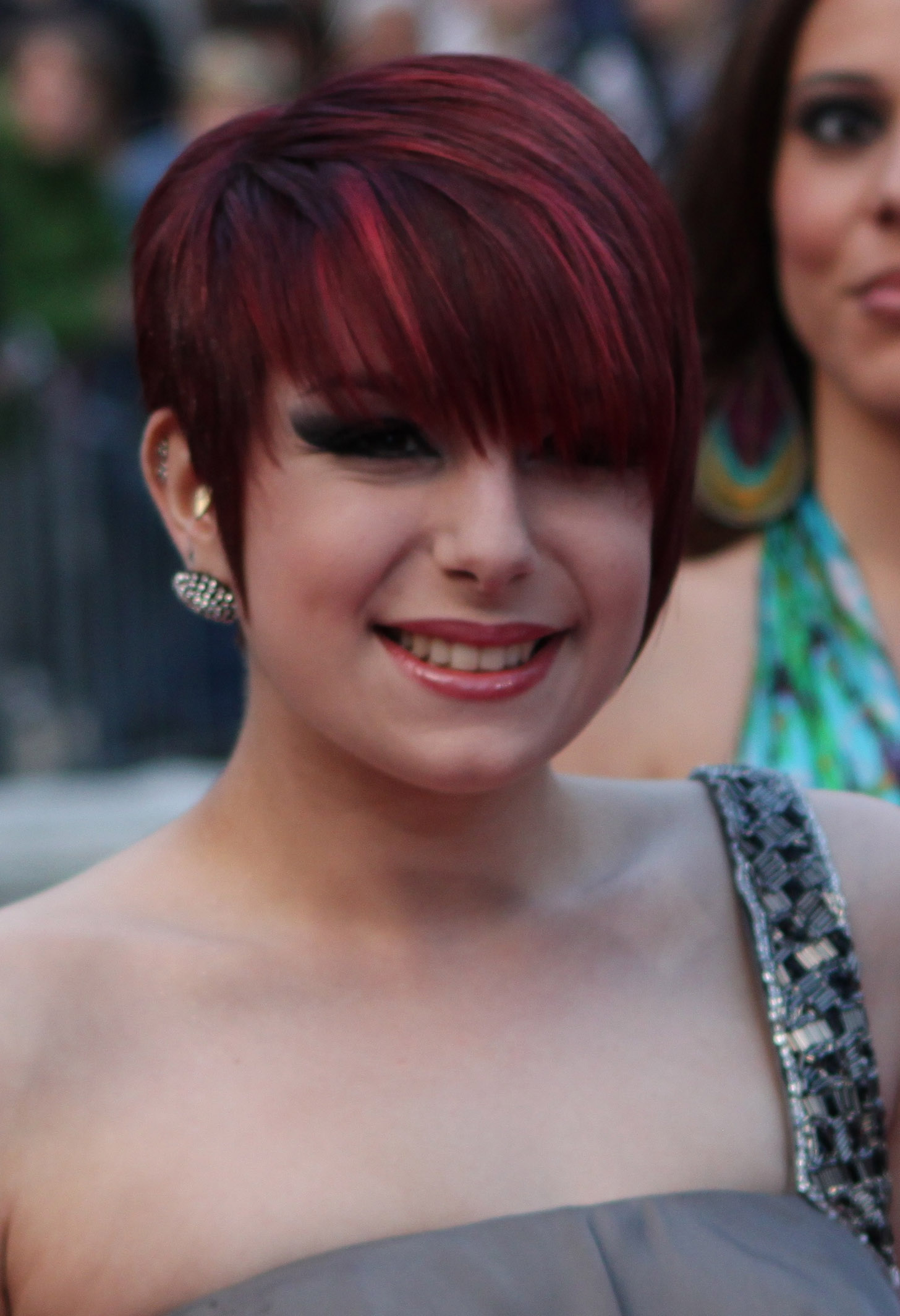
Thea Garrett 2010
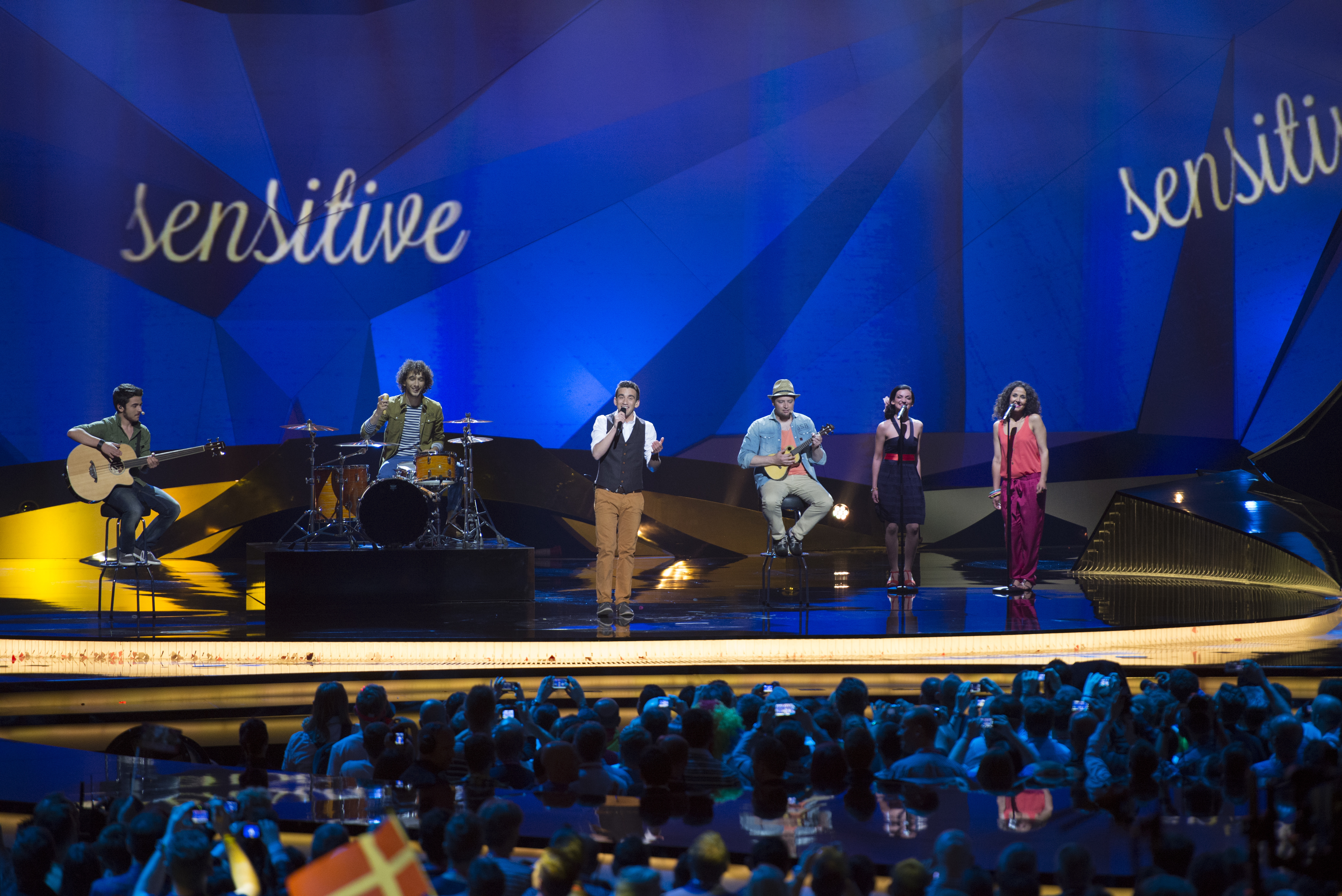
Gianluca Bezzina 2013
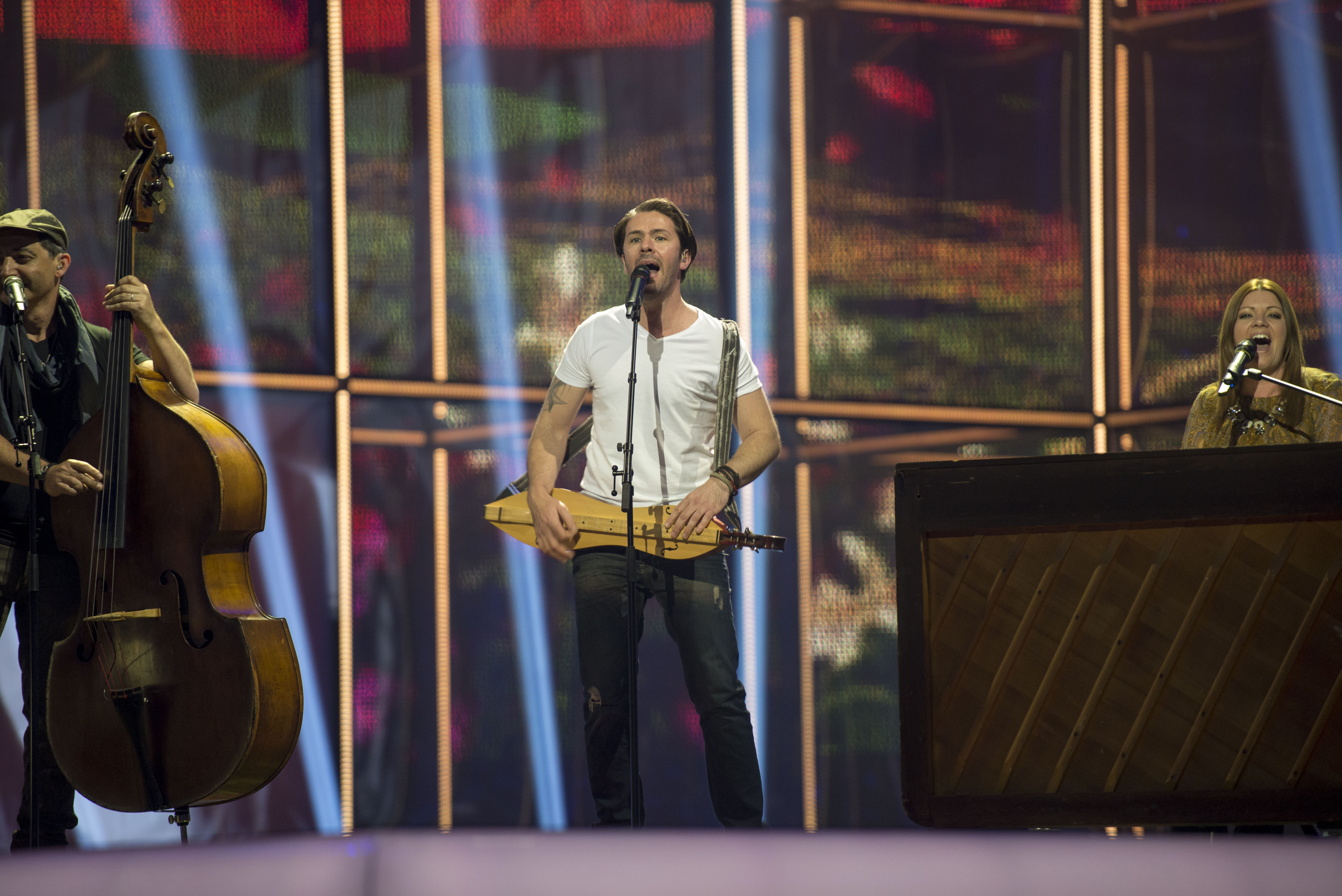
Firelight 2014
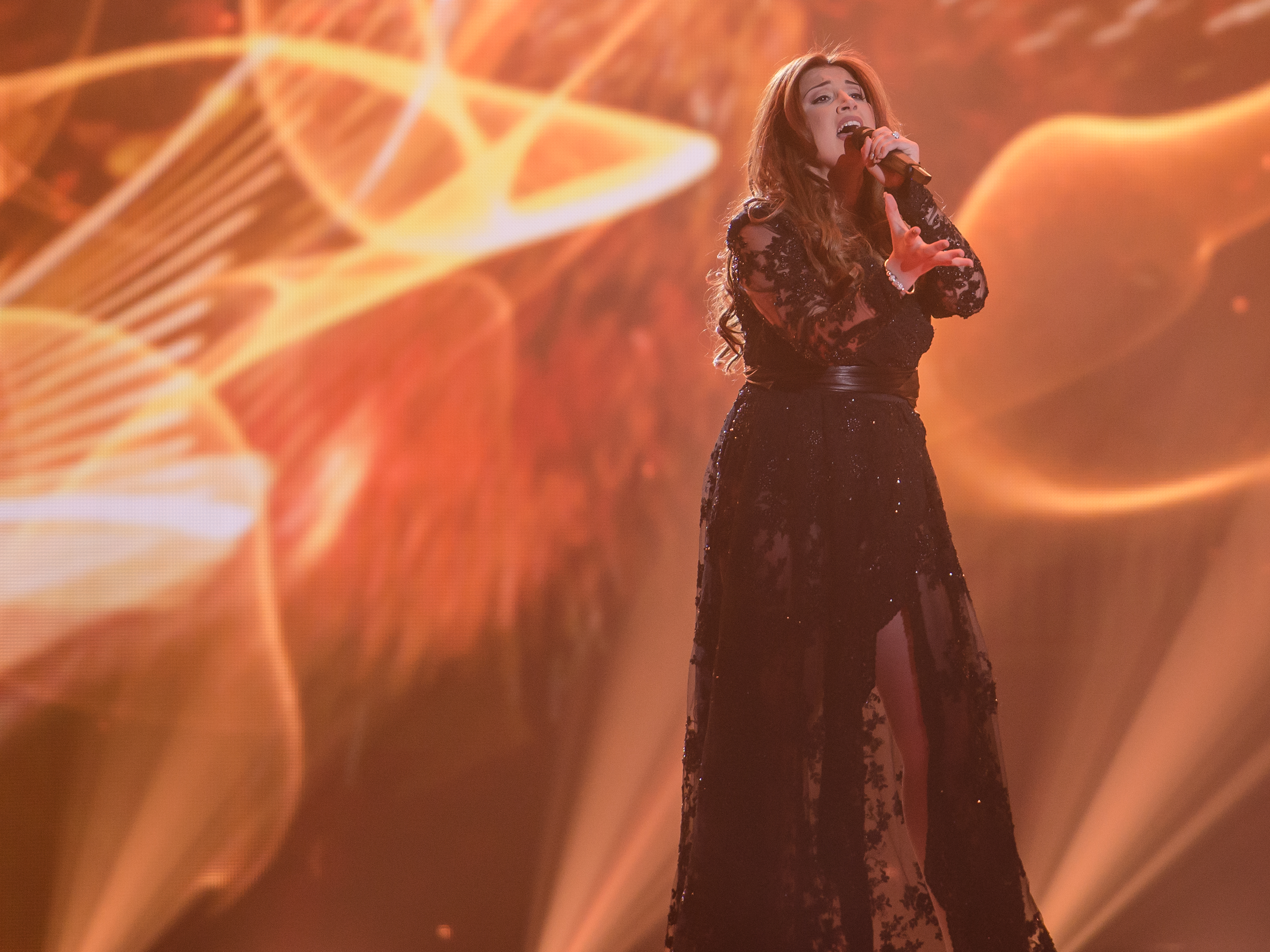
Amber 2015
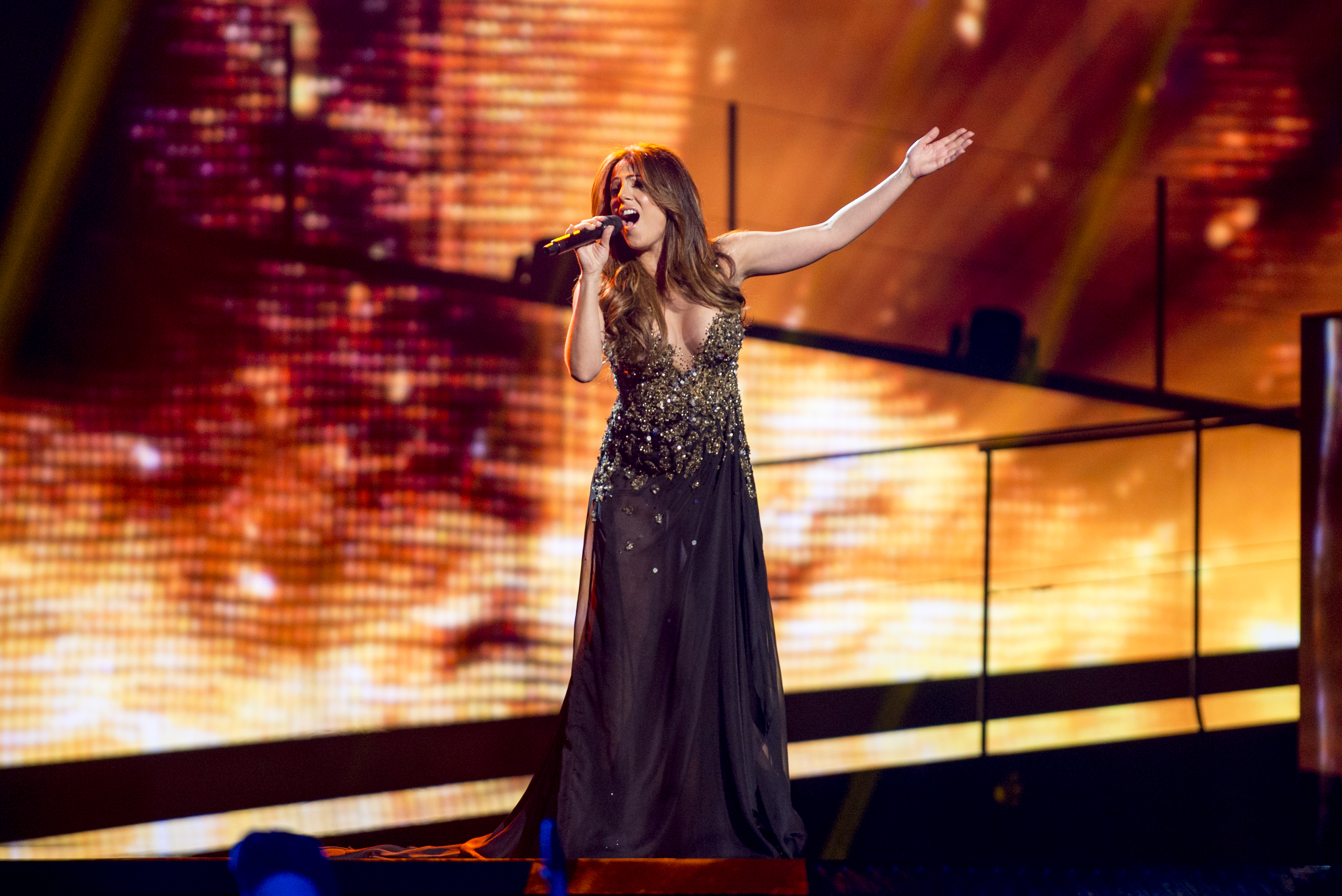
Ira Losco 2016
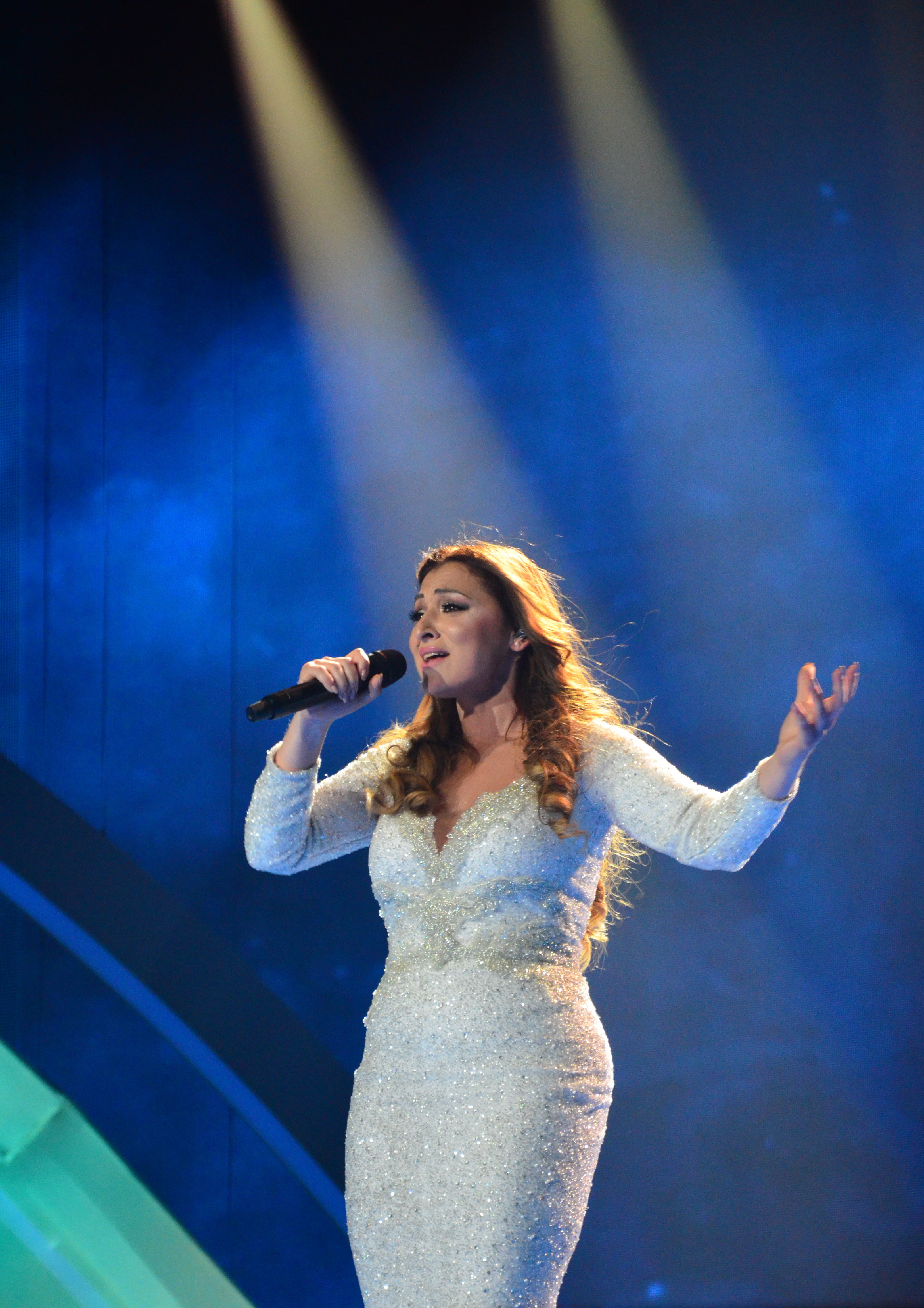
Claudia Faniello 2017
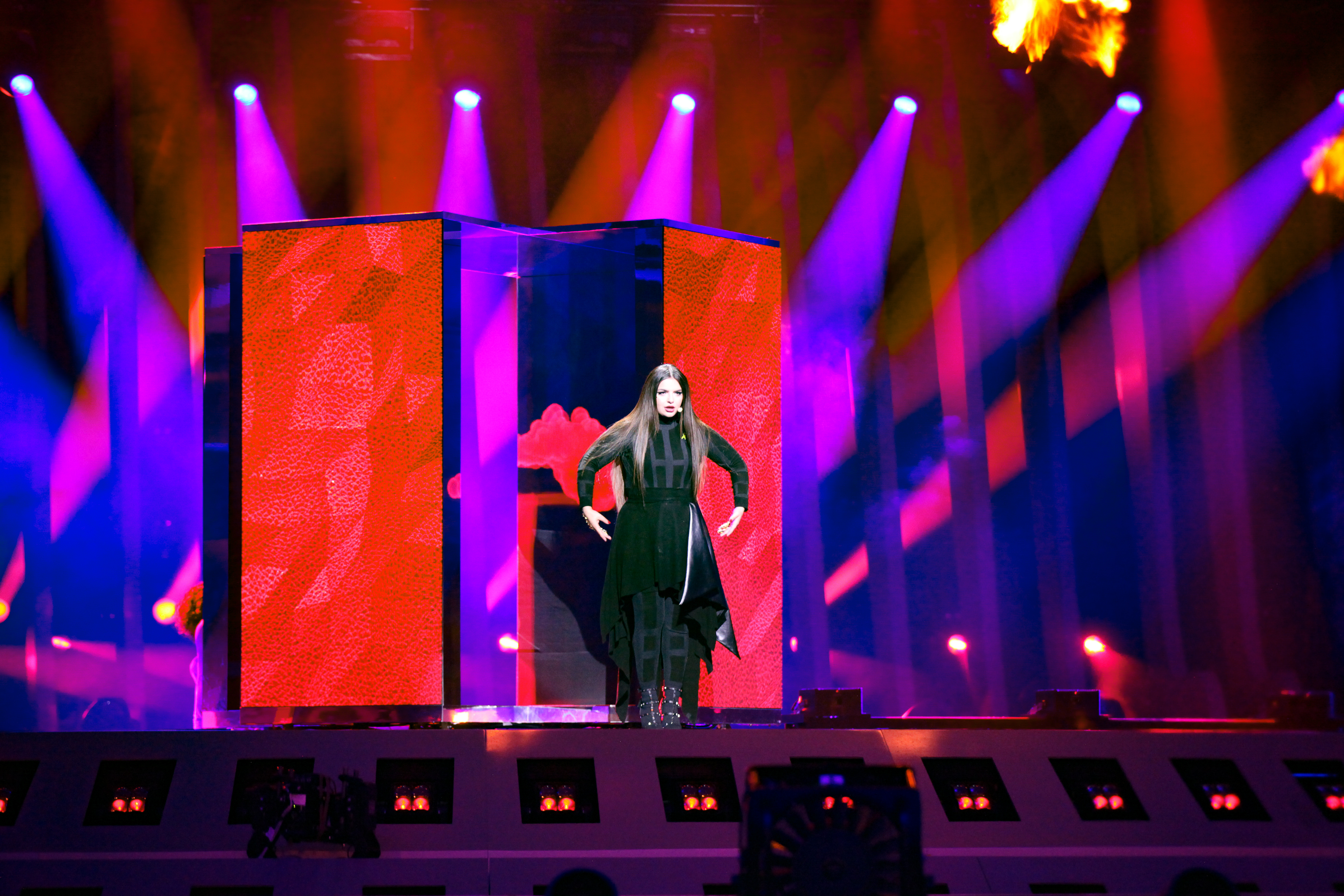
Christabelle 2018
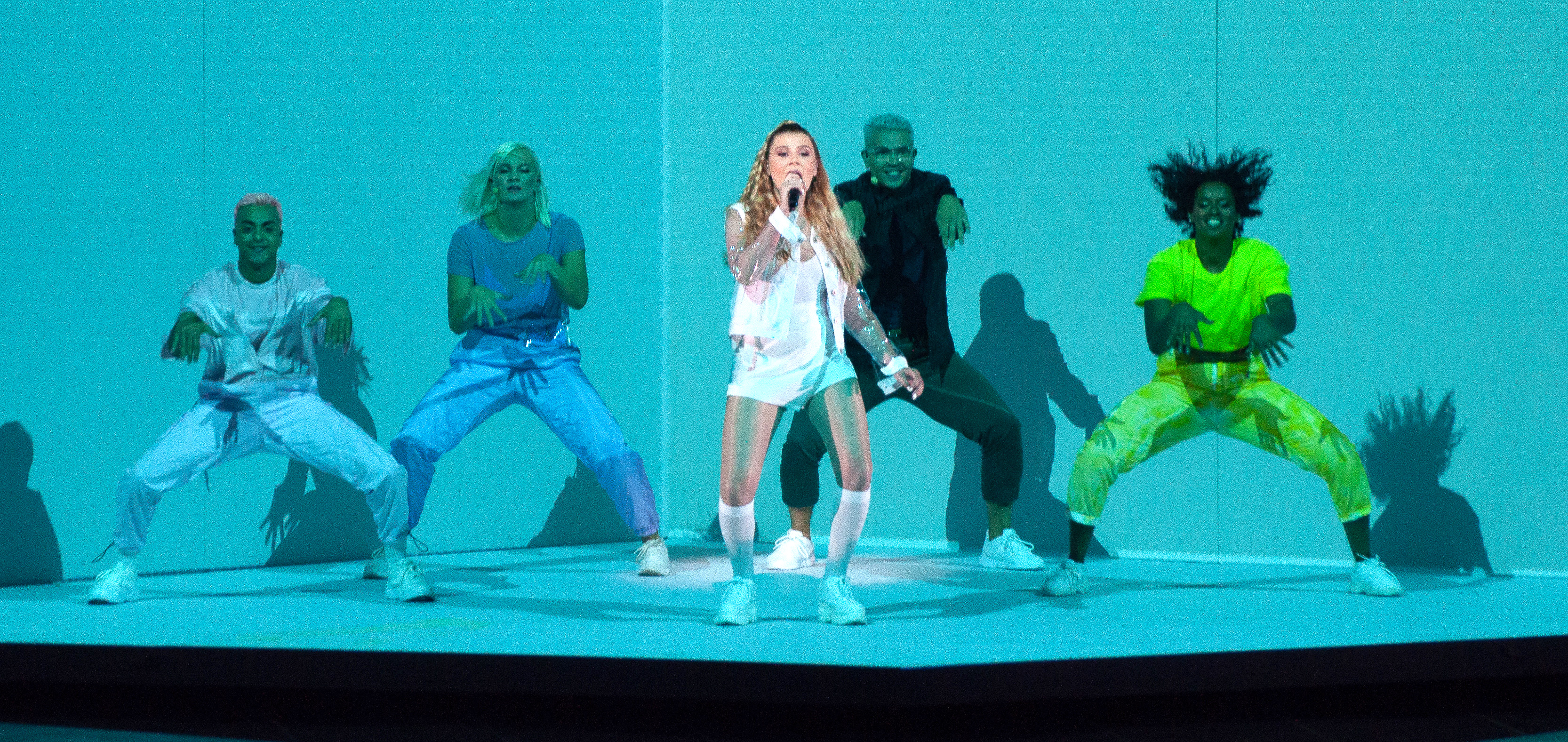
Michela Pace 2019
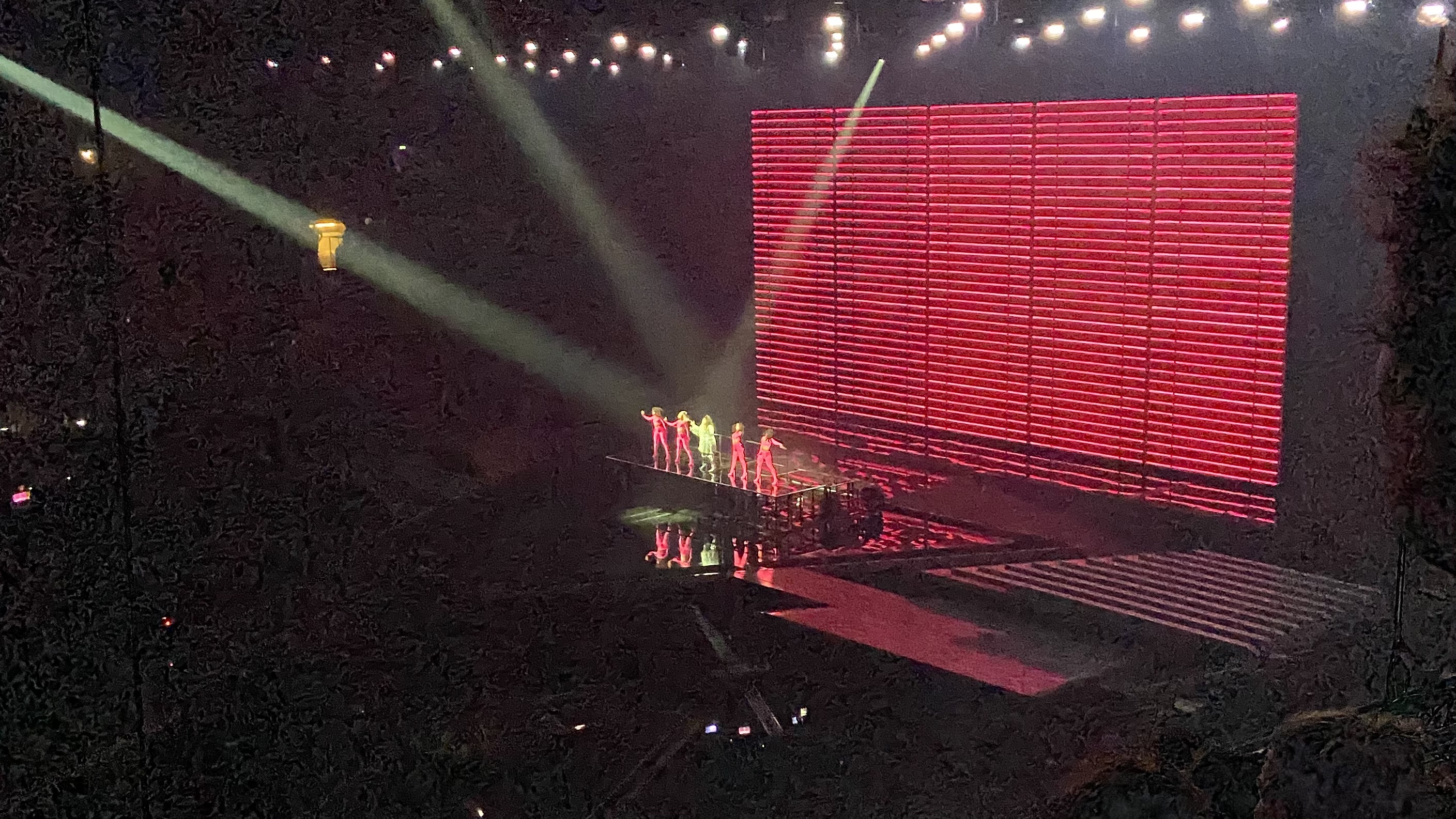
Destiny 2021
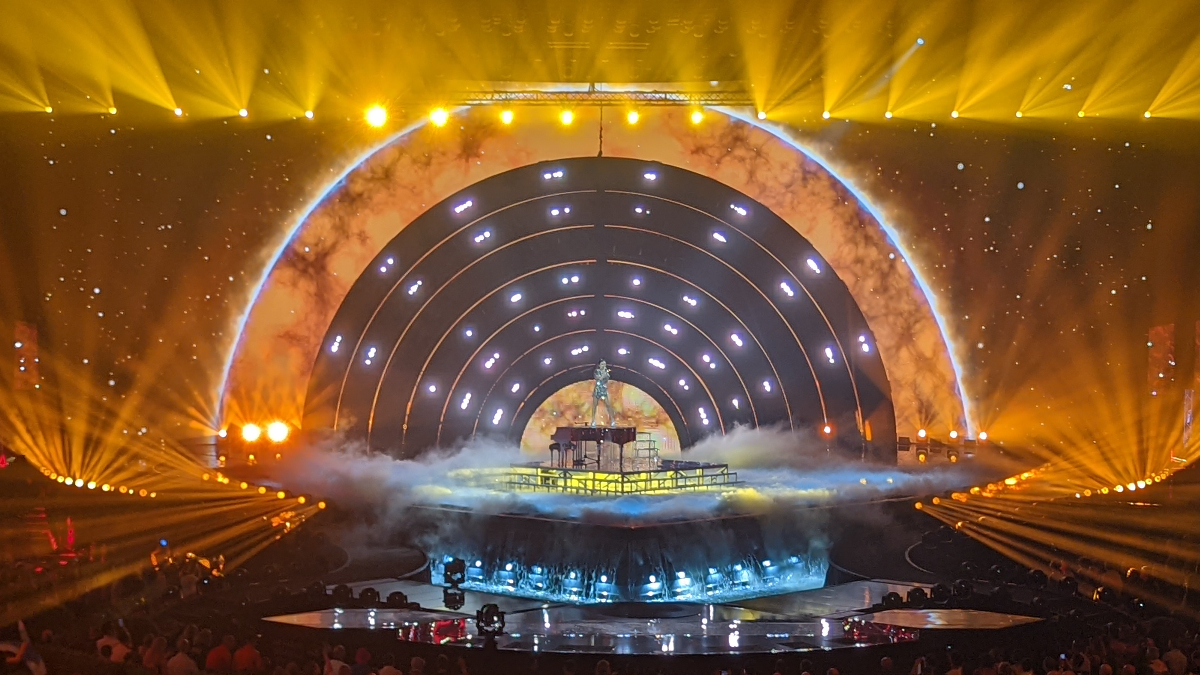
Emma Muscat 2022
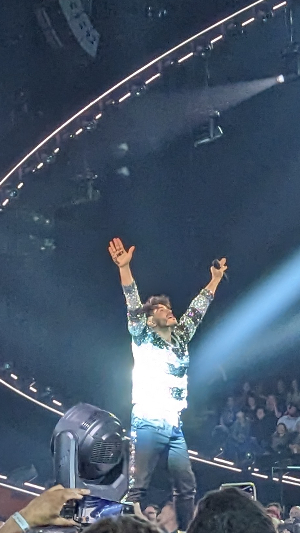
The Busker 2023
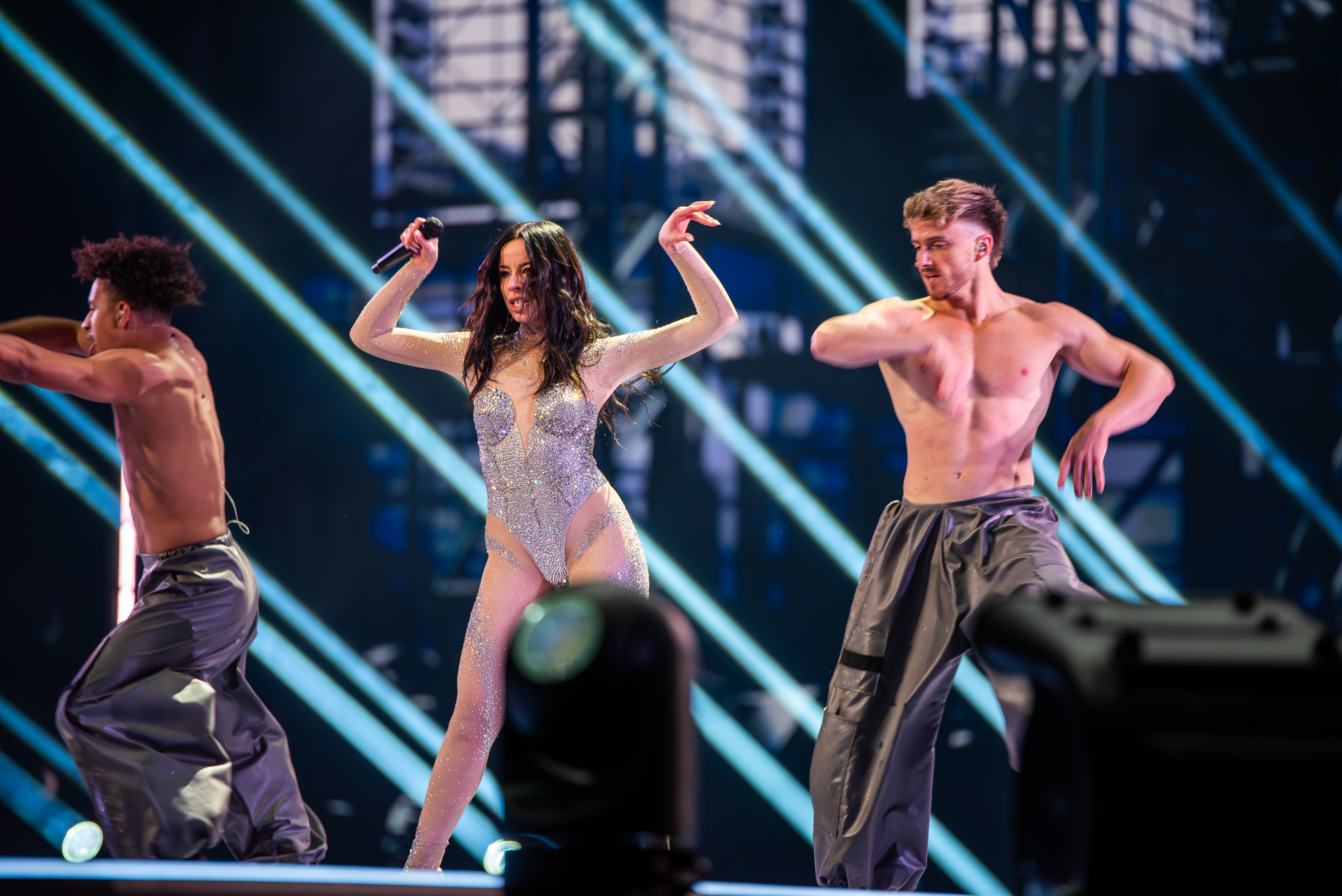
Sarah Bonnici 2024
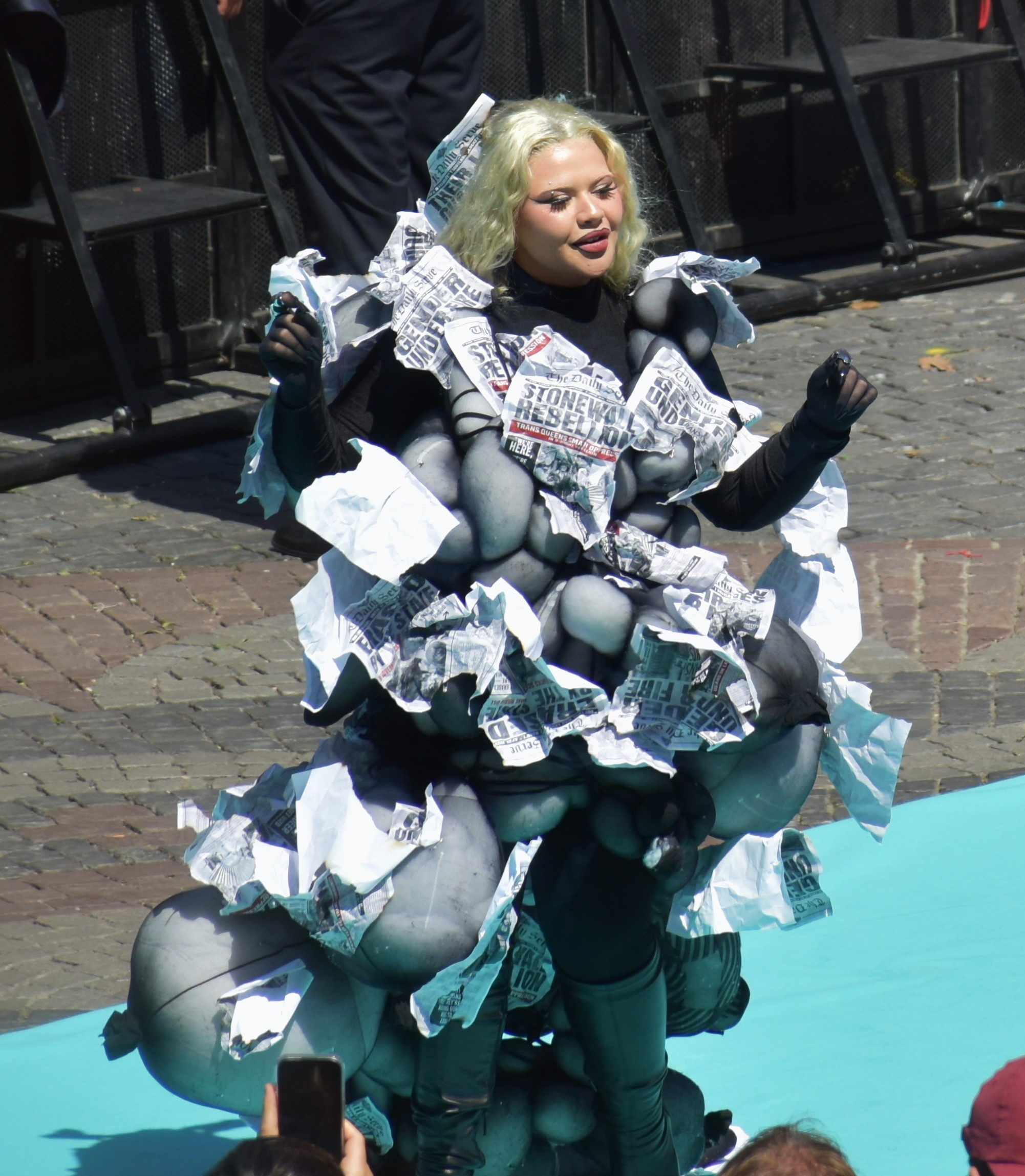
Miriana Conte 2025